# سين
السين «س» هو الحرف الثاني عشر (12) بالترتيب الهجائي والخامس عشر (15) بالترتيب الأبجدي من حروف الأبجدية العربية. تلفظ [s] بصوت لثوي احتكاكي مهموس. قيمته تساوي (60) في نظام حساب الجمل.
| سامك الفينيقي | سَت الجعزي | سامخ العبري | سين العربي | سيمكث السرياني | سمكت الارامي | سنكات السامري |
| 𐤎             | ሰ         | ס           | س          | ܣ              | 𐡎            | ࠎ             |

## سين العربية

### الرسم
| الموقع من الكلمة: | معزول | بدائي | وسطي | نهائي |
| ----------------- | ----- | ----- | ---- | ----- |
| شكل الحرف:        | س     | سـ    | ـسـ  | ـس    |

### في الاختصارات
- س و ج: اختصارا لسؤال وجواب مثل: س: من أنت؟

### في الكيمياء
الأشعة السينية

### في الرياضيات
- تستخدم السين في المعادلات الرياضية للدلالة على مجهول، ونشأ هذا الاستخدام بسبب أن الرياضيين العرب كانوا يستعملون لفظة شيء للدلالة عن قيمة مجهولة ومع الوقت تم تخفيفها إلى شي (بحذف الهمزة، وهو سلوك شائع في العربية) ثم حُذفت الياء فصارت ش وفي النهاية أُهمل وضع النقاط لتصبح س.[4]
- يُستخدم السين أيضًا للإشارة إلى المحور الأفقي في الرسم ثنائي الأبعاد (محور السينات) والذي يُستخدم باللاتينة المحور x.

#### في اللغات اللاتينية
في اللغات التي تستعمل الأبجدية اللاتينية تستخدم x في الرياضيات في نفس معنى سين في العربية، ويعود أصل هذا إلى اللغة الأسبانية القديمة التي استعارت لفظة شيء العربية لتكتب xei والتي اختصرت لاحقا إلى x لكن يرى البعض أن x اختصار لللفظة اللاتينية causa التي هي ترجمة شيء، وكان هذا بداية عادة استخدام الحروف للتعبير عن الكميات في الرياضيات.